# Грубошёрстный бандикут
Грубошёрстный бандику́т, или западноавстрали́йский полоса́тый су́мчатый барсу́к (лат. Perameles bougainville) — вид из рода Длинноносых бандикутов семейства Бандикутовые. Видовое название дано в честь французского морского офицера Гиацинта де Бугенвиля (англ. Hyacinthe de Bougainville) (1781—1846). Эндемик Австралии.

## Распространение
Ранее был широко распространён на юге и юго-западе Австралии, а также в Западной Австралии. К настоящему времени в естественной среде обитания встречается только на островах Бернье и Дорр в заливе Шарк. Кроме того, вид реинтродуцирован на несколько других островов залива, а также в резерват у городка Роксби-Даунс в Южной Австралии. В последний раз был замечен на материковой части Австралии в 1922 году, после чего считался вымершим видом, пока новые экземпляры животного не были обнаружены на островах Бернье и Дорр в 1983 году.
На островах Бернье и Дорр обитает на дюнах с растительным покровом, песчаных равнинах. Экземпляры, пойманные на материковой части Австралии, населяли полузасушливые районы с различным типом растительности — кустарниковые заросли, соляные равнины, каменистые местности.

## Внешний вид
Средний вес взрослой особи — около 240 г. Длина тела с хвостом — около 280 мм, хвост составляет примерно треть от длины тела животного. Имеет небольшие размеры. Морда заострённая. Уши большие, заострённые. Волосяной покров на спине коричневый, брюхо почти белое. На крестце проходят тёмные поперечные полосы.

## Образ жизни
Ведут наземный, как правило, одиночный образ жизни. Гнёзда устраивают на земле под кустами. Активность приходится на ночь. Питаются насекомыми, ящерицами, мелкими позвоночными, иногда растениями.

## Размножение
Сумка развита хорошо. Открывается назад (вероятно для того, чтобы земля во время рытья норы не попадала в неё). Период размножения приходится на осень-зиму. Потомство чаще появляется в сентябре. В потомстве от одного до трёх детёнышей. Половая зрелость у самок наступает на 120 день жизни. Максимальная продолжительность жизни в неволе — 5,8 лет.